# John Steane
John Barry Steane (12 de abril de 1928 – 17 de marzo de 2011) fue un musicólogo y crítico musical inglés, especializado en ópera y voces.

## Biografía
Egresado del Jesus College (Cambridge), donde estudió desde 1948 a 1952.
Ejerció la docencia hasta 1988 en Merchant Taylors' School de Londres.
En 1972 se unió al equipo de la revista Gramophone donde trabajó por décadas.

## Publicaciones principales
- Marlowe; a critical study (1964)
- The Grand Tradition: Seventy Years of Singing on Record, 1900-1970 (1974)
- Voices, Singers and Critics (1992)
- Elisabeth Schwarzkopf: A Career on Record ( 1995)
- Singers of the Century (1996-2000)